# عالم ممكن
يُستخدم مفهوم العالم الممكن في الفلسفة والمنطق، للتعبير عن المزاعم الجهوية/ أو الموجهات. يُعد مفهوم العوالم الممكنة من المفاهيم الشائعة في الخطاب الفلسفي المعاصر، لكنه موضع خلاف.

## الاحتمال والضرورة والإمكان
ينظر هؤلاء المفكرون الذين يستخدمون مفهوم العوالم الممكنة، إلى العالم الفعلي الذي نعيش فيه بوصفه أحد العوالم العديدة الممكنة. يُقال إن هناك عالم ممكن متميز، لكل طريقة متميزة يكون عليها هذا العالم. يوجد خلاف بين هؤلاء المفكرون حول طبيعة العوالم الممكنة؛ هناك خلاف حول وضعها الأنطولوجي الدقيق، وخاصة الاختلاف في وضعها الأنطولوجي إن وجد، بين العالم الفعلي وبين كل العوالم الممكنة الأخرى. وضحت الواقعية الجهوية لدى دافيد لويس أحد المواقف حول تلك الموضوعات (انظر أدناه). هناك علاقة وثيقة بين القضايا وبين العوالم الممكنة. نلاحظ أن كل قضية إما أن تكون صادقة أو كاذبة في أي عالم ممكن؛ وبالتالي يُفهم الوضع الجهوي للقضية في ضوء العوالم التي تكون صادقة والعوالم التي تكون كاذبة. فيما يلي بعض التأكيدات التي قد تكون مفيدة الآن:
- القضايا الصادقة هي تلك القضايا التي تكون صادقة في العالم الفعلي (على سبيل المثال: «أصبح ريتشارد نيكسون رئيسًا في عام 1969»).
- القضايا الكاذبة هي تلك القضايا التي تكون كاذبة في العالم الواقعي (على سبيل المثال: «أصبح رونالد ريغان رئيسًا في عام 1969»).
- القضايا الممكنة هي تلك القضايا التي تكون صادقة في عالم واحد ممكن على الأقل (على سبيل المثال: «أصبح هيوبرت همفري رئيسًا في عام 1969»). (كان همفري قد رشح نفسه للرئاسة في عام 1968، وبالتالي كان من الممكن أن يُنتخب). يشمل ذلك القضايا التي تكون صادقة بالضرورة، بالمعنى المذكور أدناه.
- القضايا المستحيلة (أو القضايا الكاذبة بالضرورة) هي تلك القضايا التي لا تكون صادقة في أي عالم ممكن (على سبيل المثال: «ميليسا وتوبي أطول من بعضهما البعض في نفس الوقت»).
- القضايا الصادقة بالضرورة (عادة ما تسمى ببساطة القضايا الضرورية) هي تلك القضايا التي تكون صادقة في كل العوالم الممكنة (على سبيل المثال: «2+2=4»؛ و«كل العزاب غير متزوجين»).[1]
- القضايا الممكنة هي تلك القضية التي تكون صادقة في بعض العوالم الممكنة وتكون كاذبة في الأخرى (على سبيل المثال: «أصبح ريتشارد نيكسون رئيسًا في عام 1969» وتلك قضية ممكنة الصدق، و«أصبح هيوبرت همفري رئيسًا في عام 1969» وتلك قضية ممكنة الكذب).

تعود فكرة العوالم الممكنة بشكل عام إلى غوتفريد لايبنتز، الذي تحدث عن العوالم الممكنة بوصفها أفكارًا في ذهن الإله، واستخدم المفهوم للمحاججة أنه يجب على عالمنا الفعلي المخلوق أن يكون «أفضل العوالم الممكنة». حاجج أرتور شوبنهاور على النقيض من ذلك، أنه يجب على عالمنا أن يكون أسوأ العوالم الممكنة، لأنه إذا كان هذا العالم أسوأ قليلًا من ذلك فلن يصبح قادرًا على الاستمرار في الوجود.
عثر الباحثون على جذور مبكرة ضمنية لفكرة العوالم الممكنة في كتابات رينيه ديكارت، وهو المؤثر الأساسي على لايبنتز، وفي كتاب الغزالي (تهافت الفلاسفة)، وكتاب ابن رشد (تهافت التهافت)، وكتاب فخر الدين الرازي (المطالب العالية)، وكذلك جون دانز سكوطس. كان ديفيد لويس وسول كريبك من الرواد في العصر الحديث الذي استخدموا المفهوم بشكل فلسفي.